# Xystrocera similis
Xystrocera similis es una especie de escarabajo longicornio del género Xystrocera, categorizada en la tribu Xystrocerini, de la subfamilia Cerambycinae. Fue descrita por Jordan en 1894.

## Descripción
Mide 10-17 mm de longitud.

## Distribución
Camerún, Gabón, Kenia, República Democrática del Congo, República del Congo y Tanzania.